# 斯蒂芬·卡顿
斯蒂芬·卡顿（英語：Stephen Carton，1961年或1962年—），新西兰男子自行车运动员。他曾代表新西兰参加1982年英联邦运动会自行车比赛，获得男子100公里团体计时赛铜牌。